# Daisy Greville
Frances Evelyn "Daisy" Greville (Londen, 10 december 1861 - Little Easton, 26 juli 1938) was een Britse socialiste van adellijke komaf die zich inzette voor de verbetering van de levensomstandigheden van de arbeidersklasse. Daarnaast was ze ook lange tijd de maîtresse van de latere koning Edward VII.

## Biografie

### Jeugd
Daisy werd geboren als de oudste dochter van kolonel Charles Maynard en zijn vrouw Blanche FitzRoy. Via haar moeder stamde ze af van koning Karel II van Engeland en diens maîtresse Nell Gwyn. Haar vader was erfgenaam van de burggraaf Maynard, maar hij overleed drie maanden voor zijn vader in 1865 waardoor Daisy Maynard de landerijen van Maynard in dat jaar erfde. Twee jaar na zijn dood hertrouwde zijn moeder met de hoveling Robert St Clair-Erskine met wie ze vijf kinderen kreeg, onder wie Millicent Leveson-Gower.
Koningin Victoria zag in Daisy een mogelijke echtgenote voor haar zoon Leopold van Albany. Deze wende de invloed van Benjamin Disraeli aan om de familie Maynard van dit huwelijk te overtuigen. Deze verbintenis ging echter niet door, zodat Daisy in 1881 in het huwelijk trad met Francis Greville, de erfgenaam van George Greville, graaf van Warwick.

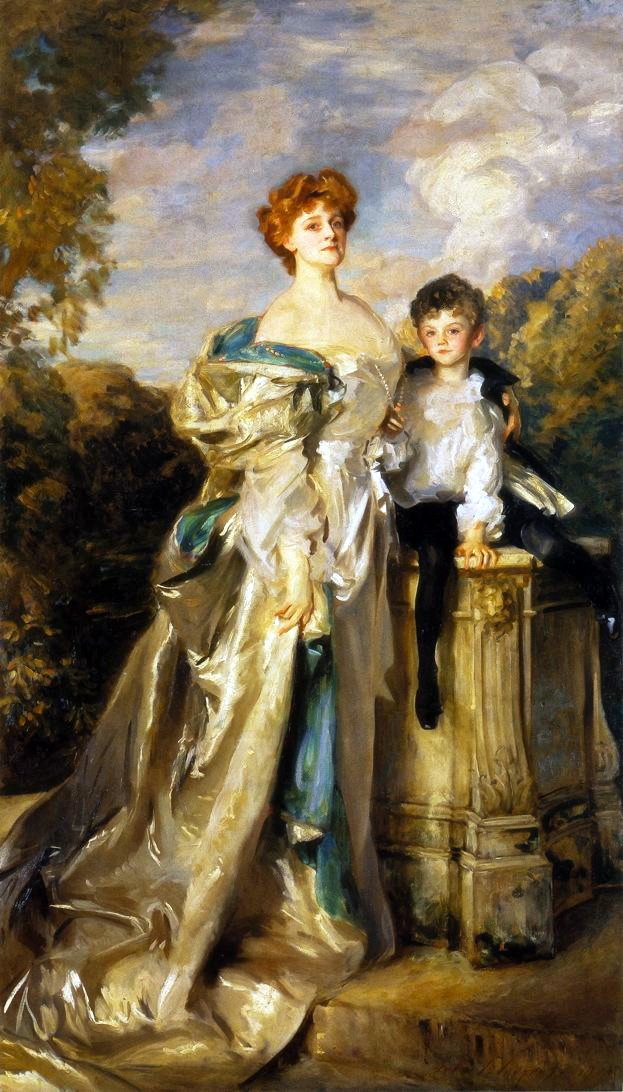
Daisy Greville met haar zoon Maynard, geportretteerd door John Singer Sargent (1905).

### Affaires
Na haar huwelijk met Greville kwam ze met haar man regelmatig op Marlborough House waar kroonprins Edward woonde. Daisy Greville werd een favoriet van de kroonprins en dat bleef ze een decennium lang. Ze had ook nog affaires met andere mannen, onder wie admiraal Charles Beresford, en de miljonair Joseph Laycock. Toen ze zwanger werd van Laycock raadde prins Edward haar aan om de nodige afstand tussen hen te bewaren. Laycock was de natuurlijke vader van twee van de kinderen van Daisy, namelijk Maynard en Mercy.

### Politiek activisme
In de jaren negentig van de negentiende eeuw bekritiseerde de journalist Robert Blatchford de levensstijl van Daisy Greville. Hierop trad zij met hem in contact en raakte ze overtuigd van het socialisme. Dit leidde er toe dat ze in 1904 lid werd van de Social Democratic Federation en ze doneerde grote sommen geld aan de organisatie. Ook ondersteunde ze de campagnes voor gratis maaltijden voor schoolkinderen. De Eerste Wereldoorlog zag ze als een imperialistische uitbraak en ze steunde ze de Oktoberrevolutie. Na de oorlog werd ze lid van de Labour Party en in 1923 nam ze deel aan de verkiezingen waar ze het aflegde tegen Anthony Eden.
Ook financierde ze verschillende scholen in Essex. Daarnaast was Daisy Greville ook verantwoordelijk voor de aanleg van de uitgebreide tuinen bij Warwick Castle; de aanleg hiervan werd mede mogelijk gemaakt door de inzet van het Leger des Heils. Warwick Castle werd ook de plek van een eigen literaire kring waar onder meer H.G. Wells deel van uitmaakte.

### Latere leven
Na de dood van Edward VII raakte Daisy Greville in grote schulden. In 1928 was er zelfs sprake van dat ze hierdoor in de gevangenis kon belanden. De publicatie van haar memoires leverde haar weer het nodige geld op. De laatste jaren van haar leven bracht ze voornamelijk door op Warwick Castle. Ze overleed in het landhuis Easton Lodge en werd in Warwick Castle begraven.